# Brunnichia
Brunnichia, monotipski biljni rod iz pordice dvornikovki. Jedina vrsta je B. ovata iz jugoistočnih predjela Sjedinjenih Država, od Teksasa od Atlantske obale.
To je poludrvenasta penjačica koja može narasti do 40 stopa (12 metara) u visinu. Cvate od lipnja do kolovoza

## Sinonimi
- Rajania Walter
- Brunnichia cirrhosa Gaertn.
- Fallopia cirrhosa (Gaertn.) Hofer ex M.Gómez
- Polygonum claviculatum Meisn.
- Rajania caroliniana J.F.Gmel.
- Rajania ovata Walter